# Jorge Luiz Frello Filho
Jorge Luiz Frello Filho (Imbituba, 20 de dezembro de 1991), mais conhecido como Jorginho, é um futebolista ítalo-brasileiro que atua como volante. Atualmente, joga pelo Flamengo.

## Carreira no clube

### Hellas Verona
Jorginho começou sua carreira no futebol brasileiro, e ficou no seu país de origem até 2007, quando os responsáveis pelas Categorias de Base do Hellas Verona Football Club, Riccardo Prisciantelli e o ex-goleiro Giovanni Galli, apostaram no talento do jovem jogador de Imbituba e decidiram desembolsar 35 mil euros para tê-lo em Vêneto.
O Hellas Verona buscou dar experiência ao jogador, após ele atuar por anos nas Categorias de Base do time, e optou por emprestá-lo ao Sassuolo Calcio no ano de 2010. Naquele mesmo período, acontecia uma das maiores competições de time de Categorias de Base do mundo, o Torneo di Viareggio.
Sob o comando de Paolo Mandelli, o jogador fizera três partidas, mas deixou a competição após eliminação diante a Juventus, que tinha como centroavante um futuro colega de seleção: Ciro Immobile.
A campanha de Jorginho foi muito convincente para o profissionais que o acompanharam. O jogador, no entanto, chegou até a perder um pênalti diante a Napoli nas oitavas de final, mas o desfecho das cobranças foi positivo ao clube de Sassuolo. No jogo seguinte, a Velha Senhora, que viria a ser campeã, conseguiu conquistar uma vitória simples diante o time do brasileiro, tirando todas as chances de título dele.
Nesse jogo em específico, Jorginho não fizera 90 minutos. O clima na cidade estava muito chuvoso e a temperatura era demasiadamente baixa para o jovem. Vários jogadores tiveram hipotermia, e Jorge deixou o campo exausto devido as condições climáticas desfavoráveis.
Apesar dos poucos jogos, foi justamente contra a Juventus que o atleta mostrou destaque. Luciano Bruni, que comandava a equipe de Base do clube de Turim à época, indicou o nome do meio-campista aos diretores do clube do Allianz Stadium, mas eles não se entusiasmaram com Jorge, diferentemente dos representantes do clube que detinha seu passe.

### Empréstimo ao Sambonifacese
Jorge se profissionalizou jovem pelo Hellas Verona. Em junho de 2010, Jorginho foi emprestado ao clube da Lega Pro Seconda Divisione Sambonifacese, onde disputou sua primeira temporada completa como sênior pelo clube de Vêneto – atuando em 31 partidas, marcando um gol e fornecendo dez assistências de sua posição no meio-campo central.

### Retorno ao Hellas Verona
Ele estreou pelo Verona em 4 de setembro de 2011, em uma partida contra o Sassuolo, entrando como substituto no 76º minuto.
Firmando-se na equipe, Jorginho fazia seu time performar de maneira muito regular na Segunda Divisão Italiana. Já em sua estreia, conseguiu ajudar na campanha que deixou o Hellas em quarto colocado, ganhando vaga nos play-offs de acesso. Lá, porém, foi eliminado precocemente pelo Varese Calcio. Após passar mais um ano no time, conquistou o vice-campeonato da Série B e estreou na Elite do Futebol Italiano ainda sob as cores do time que se profissionalizou.
Na Serie A de 2013–14, Jorginho era um dos grandes destaques na campanha formidável do Hellas. Durante as rodadas, cinco, seis, sete e oito, o brasileiro estufou as redes cinco vezes, sendo duas delas diante o Parma na oitava rodada, e terminou a primeira metade do Campeonato com sete gols marcados, dando ao clube a posição seis na tabela. Sua maneira singular de performar em um time pouco favorito, apesar de contar com o experiente Luca Toni como camisa 9, fizera com que as demais equipes italianas o buscassem, e ele foi negociado ainda naquela época.
Jorge deixou o Hellas Verona com 96 partidas e 11 gols marcados.

### Napoli

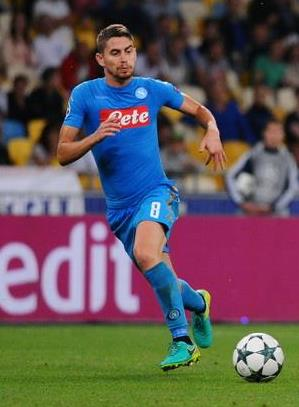
Jorginho atuando pelo Napoli em 2016.

Em 18 de janeiro de 2014, ele ingressou no Napoli em um acordo de co-propriedade com o Verona por quatro anos e meio.
Em 12 de fevereiro, ele marcou o último gol quando o Napoli reverteu um déficit de 3–2 na primeira perna para vencer a Roma e chegar à Final da Coppa Italia.
Na final, em 3 de maio, Jorginho jogou os 90 minutos completos enquanto o Napoli derrotou a Fiorentina por 3–1.
Na Supercopa Italiana de 2014 em Doha em 22 de dezembro de 2014, Jorginho entrou no jogo contra a Juventus no segundo tempo da prorrogação no lugar de Jonathan de Guzmán. Ele cobrou o primeiro pênalti do Napoli na disputa por pênaltis, e embora Gianluigi Buffon tenha defendido, o Napoli saiu vitorioso no final.
Embora inicialmente enfrentasse dificuldades para entrar na escalação do técnico Rafael Benítez, a sorte de Jorginho mudou com a nomeação de Maurizio Sarri, que foi fundamental para o seu desenvolvimento, posicionando-o em um papel de meio-campista recuado de onde ele podia ditar o jogo com seus passes.
Na temporada 2017–18, Jorginho teve uma temporada de destaque com o Napoli e foi fundamental para o desafio de título da Serie A.
Sua passagem na Itália foi muito positiva. O jogador garantiu-se no time titular dividindo suas temporadas com os dois médios principais da equipe Marek Hamšík e Allan. Jorginho deixou o clube após fazer 160 jogos e ter marcado seis gols em cinco temporadas.

### Chelsea

#### 2018–19

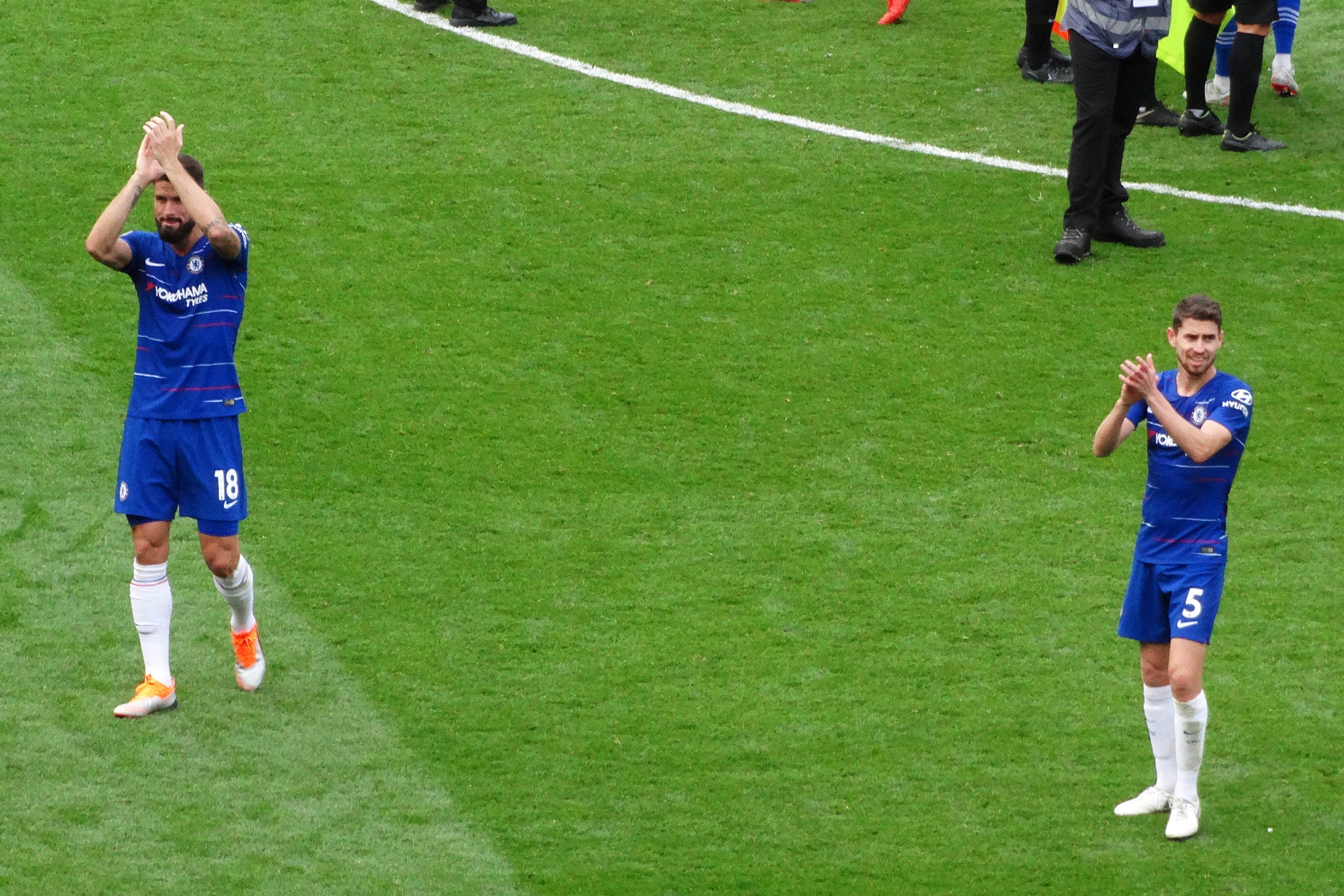
Giroud (número 18) e Jorginho (número 5) pelo Chelsea em 2018.

Em 14 de julho de 2018, Jorginho assinou com o time inglês Chelsea em um contrato de cinco anos no mesmo dia em que Sarri foi contratado pelo clube. Ele se juntou por uma taxa inicial de transferência de £50 milhões, podendo chegar a £57 milhões com acréscimos.
Segundo o presidente do Napoli, Aurelio De Laurentiis, ele esteve perto de se juntar ao Manchester City anteriormente.
Jorginho estreou em 5 de agosto na Supercopa da Inglaterra de 2018 no Estádio de Wembley contra esse mesmo adversário e foi vaiado pelos torcedores do City na derrota por 2 a 0 do Chelsea. Seis dias depois, ele fez sua primeira partida na Premier League, na qual marcou um pênalti na vitória por 3 a 0 sobre o Huddersfield Town.

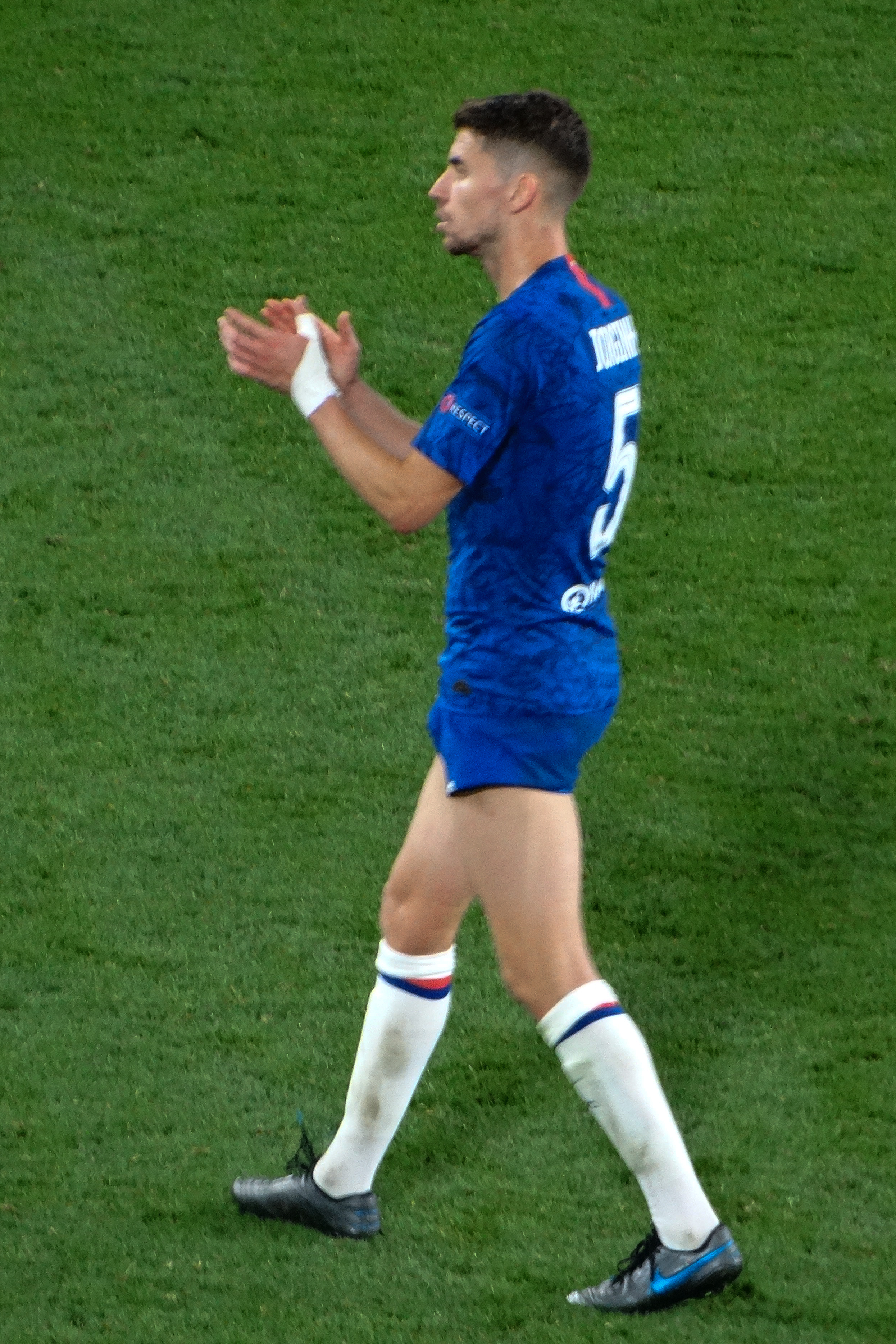
Jorginho atuando pelo Chelsea em 2019.

No terceiro jogo da liga do Chelsea na campanha, uma vitória por 2 a 1 fora de casa contra o Newcastle United, Jorginho completou 158 passes, estabelecendo um novo recorde de passes bem-sucedidos por um jogador do Chelsea em uma única partida na Premier League, e o segundo de todos os tempos na liga, atrás dos 167 passes completados por İlkay Gündoğan do Manchester City contra o Chelsea na temporada anterior.
Jorginho continuou a quebrar o recorde de tentativas de passes na sexta partida da liga do Chelsea na temporada em 23 de setembro, tentando 180 passes em um empate por 0 a 0 fora contra o West Ham United, quebrando o recorde de 173 tentativas de passes novamente estabelecido por Gündoğan no mesmo jogo entre Manchester City e Chelsea no ano anterior.
Em 24 de fevereiro de 2019, após um empate por 0 a 0 na prorrogação na Final da EFL Cup de 2019 contra os detentores do título, o Manchester City, Jorginho perdeu o primeiro pênalti do Chelsea na disputa de pênaltis resultante, que acabou vendo o Manchester City triunfar por 4 a 3. Em 29 de maio, Jorginho participou da vitória por 4 a 1 do Chelsea sobre o Arsenal na Final da Liga Europa da UEFA de 2019.

#### 2019–20

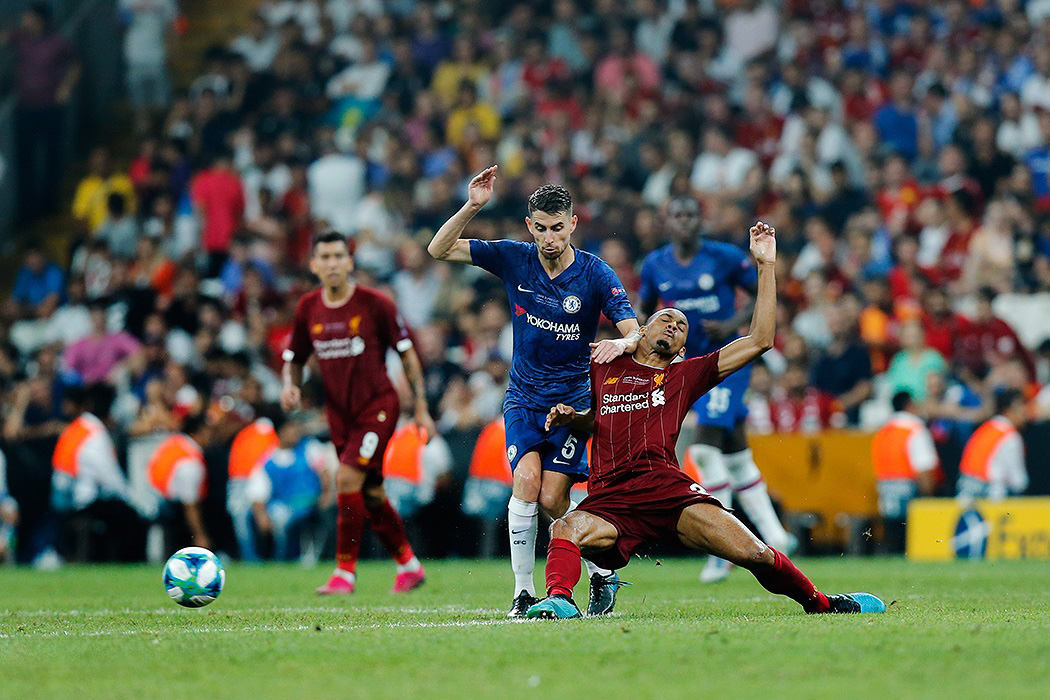
Jorginho disputando bola com o Fabinho na Supercopa da UEFA.

Na Supercopa da UEFA de 2019 contra o Liverpool em 14 de agosto, Jorginho marcou o gol de empate da marca do pênalti na prorrogação em um empate eventual de 2–2. A partida subsequentemente foi para uma disputa de pênaltis; embora Jorginho tenha convertido o primeiro pênalti do Chelsea, o Liverpool acabou vencendo por 5–4 na disputa de pênaltis.
Ele marcou seu primeiro gol na Premier League de 2019–20 na temporada, também da marca do pênalti, em uma vitória em casa por 2–0 sobre o Brighton & Hove Albion em 28 de setembro.
O clube azul de Londres fizera uma nova campanha regular. O time terminou com a quarta colocação na Premier League e ficou com o vice-campeonato na Copa da Inglaterra, quando foram derrotados pelos Gunners na decisão.
Em 5 de novembro, ele marcou duas vezes da marca do pênalti enquanto o Chelsea conseguiu um empate em casa por 4–4 contra o Ajax na Liga dos Campeões. No entanto, apesar de passarem da Fase de Grupos perdendo só na estreia, a equipe teve de enfrentar o Bayern de Munique nas oitavas. Jorge atuou na partida de ida, quando os alemães venceram por 3 a 0, e levou o terceiro cartão amarelo na competição, impossibilitando-o de jogar na Allianz Arena. Em solo alemão, os ingleses perderam por 4 a 1 e foram eliminados.

#### 2020–21

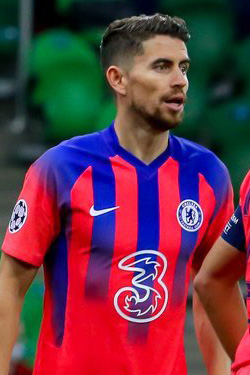
Jorginho atuando pelo Chelsea em 2020.

Jorginho marcou o primeiro gol do Chelsea na temporada da marca do pênalti em uma vitória por 3–1 contra o Brighton & Hove Albion em 14 de setembro no Falmer Stadium.
Em 20 de setembro, Jorginho desperdiçou seu primeiro pênalti pelo Chelsea no mesmo jogo em que completou 100 aparições pelo clube; a partida terminou 2–0 para o Liverpool. Em 3 de outubro, ele converteu dois pênaltis na vitória por 4–0 do Chelsea em casa sobre o Crystal Palace.
Ele também foi o artilheiro da equipe na Premier League, todos provenientes de pênaltis. Em 29 de maio de 2021, Jorginho conquistou sua primeira Liga dos Campeões com o Chelsea, derrotando o Manchester City por 1–0 na final.
Nessa mesma temporada, Jorginho chegou novamente a final da Copa da Inglaterra, onde enfrentou o Leicester City. Mas a equipe de Jamie Vardy superou os Blues e venceram o troféu mais tradicional do Reino Unido após um placar de 1 a 0.
Pelo seu desempenho ao longo da Euro 2020 e da Liga dos Campeões da UEFA de 2020–21, Jorginho tornou-se um dos grandes destaques do futebol mundial. Ele e seu colega de time N'Golo Kanté dominaram o meio de campo do time azul e trouxeram à Londres seu segundo título Continental. O ítalo-brasileiro consolidou-se como uma dos favoritos para ganhar os principais prêmios da temporada, já que também tinha conseguido estar entre os 11 melhores da Champions League e da Eurocopa.

#### 2021–22
Jorginho entrou como substituto durante a Supercopa da UEFA de 2021 contra o Villarreal em 12 de agosto, a qual o Chelsea venceu por 6–5 nos pênaltis. Ele cobrou e marcou o quinto pênalti na disputa.
Em 26 de agosto de 2021, Jorginho foi nomeado Prêmio UEFA Men's Player of the Year superando seu companheiro de equipe no Chelsea e Meio-campista do ano da UEFA, N'Golo Kanté, bem como o meio-campista do Manchester City, Kevin De Bruyne.
Em 8 de outubro, Jorginho foi um dos cinco jogadores do Chelsea incluídos na lista final de 30 jogadores para a Bola de Ouro de 2021.
Em 29 de novembro, ele ficou em terceiro lugar na Bola de Ouro, atrás do vencedor Lionel Messi, e de Robert Lewandowski.

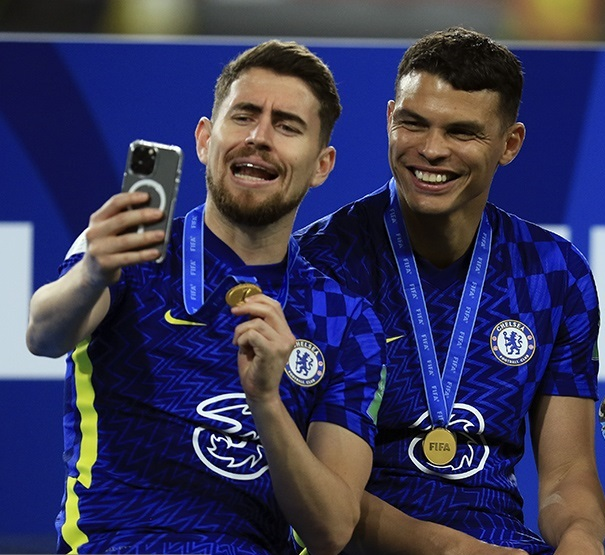
Jorginho e Thiago Silva, após o Mundial de 2021.

Jorginho começou como titular pelo Chelsea na vitória por 1–0 sobre o Al-Hilal na Copa do Mundo de Clubes da FIFA de 2021 em 9 de fevereiro de 2022, jogando o primeiro tempo antes de ser substituído por N'Golo Kanté. Ele foi um substituto não utilizado quando o Chelsea venceu o Palmeiras na final três dias depois, conquistando o título da Copa do Mundo de Clubes pela primeira vez na história do clube.
Em 30 de outubro, ele converteu um pênalti em uma vitória por 3 a 0 fora de casa contra o Newcastle. Ao fazer isso, tornou-se o primeiro jogador na história da Premier League a marcar 10 gols consecutivos de pênalti. Ao fim da temporada, o jogador ajudou seu time a conquistar a terceira colocação na tabela.
A temporada foi marcada de pódios. Além da terceira colocação na Liga, o jogador foi Campeão do Mundial de Clubes, Campeão da Supercopa da UEFA, vice-campeão da FA Cup e vice-campeão da Copa da Liga Inglesa. Nessas duas últimas competições, o Chelsea perdeu nos pênaltis para o Liverpool, mas Jorge fez sua parte convertendo suas cobranças.
Apesar de defenderem o título, os Blues não conseguiram repetir o feito da temporada na Liga dos Campeões da UEFA de 2021–22. Jorginho chegou a marcar duas vezes na competição, ambas contra o Malmö na terceira partida da Fase de Grupos, mas não pôde ajudar o time dessa mesma maneira no decorrer da competição. Nas quartas de final, o Chelsea amargou uma eliminação para o Real Madrid na prorrogação.

#### 2022–23
Apesar de estar consolidado como um dos capitães do Chelsea, ter passado da Fase de Grupos com somente uma derrota em seis jogos, o jogador não fazia campanha regular em solo inglês. Jorge viu o time ficar em 11º colocado na tabela em 21 de janeiro de 2023, após empate sem gols diante o Liverpool, e contemplou duas eliminações para o Manchester City nas copas nacionais. Desse modo, fazendo 25 partidas, titular em 20, com três gols, o italiano decide abdicar do clube e rumar para um rival local.
Jorginho deixou o Chelsea no fim de janeiro de 2023, com 213 partidas e 29 gols marcados.

### Arsenal
Jorginho ingressou no Arsenal em 31 de janeiro de 2023 por uma taxa de £12 milhões, assinando um contrato de um ano e meio com a opção de mais um ano.
O jogador viera ao clube inglês após um fracasso nas negociações dos Gunners por Moisés Caicedo. Mikel Arteta, ídolo e treinador do time, viu que Jorginho estava nos últimos meses de contrato com os Blues, já que não houvera acordo de renovação entre o Chelsea e o ítalo-brasileiro, e pediu aos diretores a contratação do médio. Por ser um entusiasta do comandante, Jorge aceitou a proposta de ser treinado por ele:
| “                                    | Estou muito empolgado com esse novo desafio e mal posso esperar para entrar em campo, para ser honesto! Tudo aconteceu tão rápido. Fiquei um pouco surpreso, mas aproveitei esse incrível desafio. Ele (Arteta) foi uma grande influência porque eu sei que ele tentou algumas vezes me contratar antes e não aconteceu por outros motivos, não por vontade minha. Então, é claro, ele teve uma grande influência. | ” |
| — Jorginho ao assinar com o Arsenal. | |   |

Ele estreou em 4 de fevereiro como substituto aos 59 minutos na derrota do Arsenal por 1–0 fora de casa contra o Everton.
Em 18 de fevereiro, o gol aos 93 minutos de Jorginho contra o Aston Villa atingiu a trave e entrou na cabeça de Emi Martínez, dando ao Arsenal uma vantagem tardia de 3–2 em uma partida que eles venceram por 4–2, após uma sequência de três jogos sem vitória.
Jorginho integrou o Arsenal em um bom momento do clube na Premier League. O time de Mikel Arteta estava liderando a competição com certa folga naquela época e tudo indicava que o time ia conseguir o título. Porém, na segunda metade do Campeonato, o time londrino passou a ter muitas dificuldades e acabou perdendo a Liga para o Manchester City.

#### 2023–24
Nessa sua nova época, o jogador começou não sendo relacionado para o título da Supercopa da Inglaterra de 2023. E, apesar de ter conseguido ser o capitão do time na ausência de Martin Ødegaard, passou a não estar mais com o time de Londres durante o mês de dezembro por conta de lesão. Jorginho voltou ao clube após recuperar-se de seu pé durante o começo do ano de 2024.
Mesmo com o clube tendo uma época regular, onde brigava ativamente pelo título da Liga de novo, Jorginho ainda não tinha nenhum acordo sobre a renovação de contrato com o Arsenal. Com isso, o Barcelona começou a se interessar pelo jogador para próxima temporada, mas ele também foi sondado pelo São Paulo, onde poderia debutar no futebol brasileiro.
Em determinada oportunidade, o ex-jogador do Tottenham, Lucas Moura, revelou ter "convidado" Jorginho para jogar com ele no São Paulo. Ao ser perguntado sobre a possibilidade de debutar no futebol brasileiro profissionalmente, Jorge comentou:
| “                                 | Tenho a curiosidade. Mas foi difícil, com os episódios que os cara acompanharam. Não tinha sossego. É a nossa vida, mas ao lado disso tem a nossa vida particular, é saber diferenciar as coisas. A pressão está muito grande, é normal, só tem que saber diferenciar. Não poder sair na rua com a sua família, sabe? Isso pesou um pouco [...]. | ” |
| — Jorginho sobre jogar no Brasil. | |   |

O time terminou a época novamente sem troféus. Apesar do interesse de outras equipes, e uma incerteza de renovação, os diretores do clube vermelho se reuniram com o meio-campista e renovaram seu vínculo até o fim da temporada seguinte.

#### 2024–25
Permanecendo em Londres, o jogador passou a receber menos oportunidades no clube de Mikel Arteta. Ao longo da época, participou de todas as competições, mas viu jogadores como Declan Rice, Thomas Partey e Mikel Merino ocuparem a mesma faixa de campo do que ele. Como os Gunners optaram por não oferecer uma renovação ao ítalo-brasileiro, o jogador chegou a ser sondado por equipes brasileiras em janeiro de 2025, mas nenhum deles chegou a contratá-lo nesse período.
Ao longo da época, conseguiu marcar um gol diante o Girona na última partida da Fase de Liga da principal competição europeia de clubes. Todavia, nessa e nas demais competições, viu o espaço ficar mais escasso já que muitas das vezes sequer entrava em campo. Mesmo sem ele, os Gunners conseguiram avançar de Fase e puderam eliminar o Real Madrid nas quartas de final.
No dia 12 de abril de 2025, em uma partida da Premier League, o jogador sofreu uma lesão na caixa torácica em partida contra o Brentford. Ao ser substituído, o jogador precisou tratar o problema físico e os médicos não davam data para seu retorno – o que poderia durar até o fim da temporada.

### Flamengo
No dia 27 de maio de 2025, Jorginho se despediu oficialmente do Arsenal, encerrando sua passagem pelo clube inglês após duas temporadas, e vai se apresentar ao Flamengo entre os dias 5 e 6 de junho, antes de embarcar com o clube para disputar a Copa do Mundo de Clubes da FIFA.
No dia 6 de junho de 2025, Jorginho foi oficialmente anunciado como novo reforço do Flamengo. O meio-campista vestirá a camisa 21.

## Seleção Italiana
No dia 23 de março de 2016, Jorginho foi convocado para a Seleção Italiana, mas acabou ficando fora da lista de Antonio Conte para a Eurocopa de 2016.
Cotado por Tite para defender a Seleção Brasileira, no dia 4 de setembro de 2017, Jorginho foi convocado para as partidas contra a Suécia pela Repescagem da Copa do Mundo FIFA de 2018, onde a Seleção Italiana acabou sendo eliminada e ficando de fora da Copa.
Sobre sua naturalização, o meio-campista explicou:
| “ | Defender a Itália é muito especial pra mim. Foi fácil optar pela Itália ao invés do Brasil, que nunca me deu a chance de realizar o meu sonho. A Itália me escolheu para jogar por eles, apesar de eu ter nascido em outro país. Isso significa muito pra mim. O meu avô era italiano, o que me credenciou a defender o país. Eu me sinto italiano. Eu passei quase metade da minha vida aqui. A cada dia eu amo mais e mais esse país. E nunca vou esquecer que, quando eu mais precisei de ajuda, a Itália estava ali por mim. Então como eu poderia dar as costas quando a Itália precisou de mim? | ” |

Consolidado na Seleção Italiana, Jorginho foi um dos 26 convocados pelo técnico Roberto Mancini para a disputa da Eurocopa 2020, acabando assim todas as chances de atuar pela Seleção Brasileira. Jorginho conquistou o título, sendo decisivo nas semifinais, onde bateu o pênalti que classificou a Itália contra a Espanha. Ao fim, foi escolhido para a Seleção da Euro.

## Títulos

#### Napoli
- Copa da Itália: 2013–14
- Supercopa da Itália: 2014

#### Chelsea
- Copa do Mundo de Clubes da FIFA: 2021
- Liga dos Campeões da UEFA: 2020–21
- Liga Europa da UEFA: 2018–19
- Supercopa da UEFA: 2021

#### Seleção Italiana
- Eurocopa: 2020

### Prêmios Individuais
- Seleção da Liga Europa da UEFA: 2018–19[92]
- Seleção da Liga dos Campeões da UEFA: 2020–21[45]
- Seleção da Eurocopa: 2020[46]
- Melhor Jogador da UEFA: 2020–21[93]
- FIFPro World XI: 2021[94]
- 3º Lugar na Ballon d'Or: 2021[95]